# رئيس الجمعية الوطنية لأرمينيا
رئيس الجمعية الوطنية لأرمينيا (بالأرمينية: Ազգային ժողովի նախագահ، أزغايين زوغوفي نكساغاه) هو رئيس مجلس النواب في برلمان أرمينيا. المتحدث الحالي هو آلين سيمونيان، منذ 2 أغسطس 2021.
كان أعضاء الجمعية الوطنية لأرمينيا هم البرلمان (أغسطس 1918 - ديسمبر 1920)، والسوفييت الأعلى لجمهورية أرمينيا السوفيتية الاشتراكية (1920-1990) والمجلس الأعلى لأرمينيا (1990-1995).

## قائمة المتحدثين
حزب سياسي
  حزب الطاشناق   الحركة القومية الأرمنية ‏   Rule of Law   حزب أرمينيا الجمهوري

### جمهورية أرمينيا الأولى(1918–1920)
المتحدثون في برلمان جمهورية أرمينيا الأولى
| الرقم | الصورة | الاسم (الميلاد–الوفاة)      | الاسم (الميلاد–الوفاة)         | فترة الحكم    | فترة الحكم    | الفريق السياسي         |
| الرقم | الصورة | الاسم (الميلاد–الوفاة)      | الاسم (الميلاد–الوفاة)         | تولي المنصب   | ترك المنصب    | الفريق السياسي         |
| ----- | ------ | --------------------------- | ------------------------------ | ------------- | ------------- | ---------------------- |
| 1     |        | افيتيك ساكيان (1863–1933)   | افيتيك ساكيان (1863–1933)      | 1 أغسطس 1918  | 1 أغسطس 1919  | الاتحاد الثوري الأرمني |
| 2     |        | أفتيس أهارونيان (1866–1948) | أفتيس أهارونيان (1866–1948)    | 1 أغسطس 1919  | 4 نوفمبر 1920 | الاتحاد الثوري الأرمني |
| 3     |        |                             | هوفهانيس كاجازنوني (1868–1938) | 4 نوفمبر 1920 | 2 ديسمبر1920  | الاتحاد الثوري الأرمني |

### أرمينيا(1991–للحاضر)
رؤساء المجلس الأعلى
| الرقم | الصورة | الاسم (الميلاد–الوفاة)           | المدة         | المدة          | الفريق السياسي            |
| الرقم | الصورة | الاسم (الميلاد–الوفاة)           | تولي المنصب   | ترك المنصب     | الفريق السياسي            |
| ----- | ------ | -------------------------------- | ------------- | -------------- | ------------------------- |
| 1     |        | ليفون تير بتروسيان (مواليد 1946) | 4 أغسطس 1990  | 11 نوفمبر 1991 | الحركة الوطنية الأرمينية ‏ |
| 2     |        | بابكين اراركيسيان (مواليد 1944)  | 24 ديسمبر1991 | 27 يوليو1995   | الحركة الوطنية الأرمينية ‏ |

رئيس الجمعية الوطنية لأرمينيا
| الرقم | صورة | الاسم (الميلاد–الوفاة)                   | المدة          | المدة          | الفريق السياسي            |
| الرقم | صورة | الاسم (الميلاد–الوفاة)                   | تولي المنصب    | ترك المنصب     | الفريق السياسي            |
| ----- | ---- | ---------------------------------------- | -------------- | -------------- | ------------------------- |
| 1     |      | بابكين اراركيسيان (مواليد 1944)          | 27 يوليو1995   | 4 فبراير 1998  | الحركة الوطنية الأرمينية ‏ |
| 2     |      | خسروف هاروتيونيان (مواليد 1949)          | 4 فبراير 1998  | 11 يونيو 1999  | مستقل                     |
| 3     |      | كارين ديميرشيان (1932 - 1999)            | 11 يونيو 1999  | 27 أكتوبر 1999 | مستقل                     |
| 4     |      | ارمين خاتشريان (مواليد 1957)             | 2 نوفمبر 1999  | 12 يونيو 2003  | مستقل                     |
| 5     |      | آرتور باغداساريان (مواليد 1969)          | 12 يونيو 2003  | 1 يونيو 2006   | قواعد القانون             |
| 6     |      | تيغران توروسيان (مواليد 1957)            | 1 يونيو 2006   | 26 سبتمبر 2008 | جمهوري                    |
| —     |      | هراير كاربيتيان (بالنيابة) (مواليد 1964) | 26 سبتمبر 2008 | 29 سبتمبر 2008 | الاتحاد الثوري الأرمني    |
| 7     |      | هوفيك أبراهاميان (مواليد 1959)           | 29 سبتمبر 2008 | 21 نوفمبر 2011 | جمهوري                    |
| 8     |      | سامفيل نيكويان (مواليد 1957)             | 6 ديسمبر2011   | 31 مايو 2012   | جمهوري                    |
| 9     |      | هوفيك أبراهاميان (مواليد 1959)           | 31 مايو 2012   | 13 أبريل 2014  | جمهوري                    |
| 10    |      | جالوست ساهاكيان (مواليد 1949)            | 29 أبريل 2014  | 18 مايو 2017   | جمهوري                    |
| 11    |      | أرا بابلويان (مواليد 1947)               | 18 مايو 2017   | 14 يناير 2019  | جمهوري                    |
| 12    |      | أرارات ميرزويان(مواليد 1979)             | 14 يناير 2019  | 2 أغسطس 2021   | العقد المدني              |
| 12    |      | آلين سيمونيان(مواليد 1980)               | 2 أغسطس 2021   | في المنصب      | العقد المدني              |